# Сингх, Тарсем (хоккеист на траве)
Тарсем Сингх Кулар (англ. Tarsem Singh Kular, 9 декабря 1946, Сансарпур, Британская Индия — 28 ноября 2005, Джаландхар, Индия) — индийский хоккеист (хоккей на траве), нападающий. Бронзовый призёр летних Олимпийских игр 1968 года.

## Биография
Тарсем Сингх родился 9 декабря 1946 года в индийской деревне Сансарпур.
Играл в хоккей на траве за пограничные силы безопасности.
В 1966 году в составе сборной Индии завоевал золотую медаль хоккейного турнира летних Азиатских игр в Бангкоке.
В 1968 году вошёл в состав сборной Индии по хоккею на траве на Олимпийских играх в Мехико и завоевал бронзовую медаль. Играл на позиции нападающего, провёл 8 матчей, мячей не забивал.
Умер 28 ноября 2005 года в индийском городе Джаландхар.